# Курское (Красноярский край)
Ку́рское — село в Курагинском районе Красноярского края. Административный центр Курского сельсовета.

## География
Село находится в южной части края, в пределах Алтае-Саянского горнотаёжного района, на правом берегу реки Ирба, на расстоянии приблизительно 12 км (по прямой) к северо-востоку от посёлка городского типа Курагино, административного центра района. Абсолютная высота — 376 м над уровнем моря.

## История
Основано в 1883 году. По данным 1926 года в деревне Курская имелось 231 хозяйство и проживало 1590 человек (755 мужчин и 835 женщин). В национальном составе населения преобладали русские. В административном отношении являлась центром Курского сельсовета Курагинского района Минусинского округа Сибирского края.

## Население
| 2010 |
| ---- |
| 229  |

Гендерный состав
По данным Всероссийской переписи населения 2010 года, в гендерной структуре населения мужчины составляли 48,5 %, женщины — соответственно 51,5 %.
Национальный состав
Согласно результатам переписи 2002 года, в национальной структуре населения русские составляли 91 % из 289 чел.